# Nationalmuseum der japanischen Geschichte

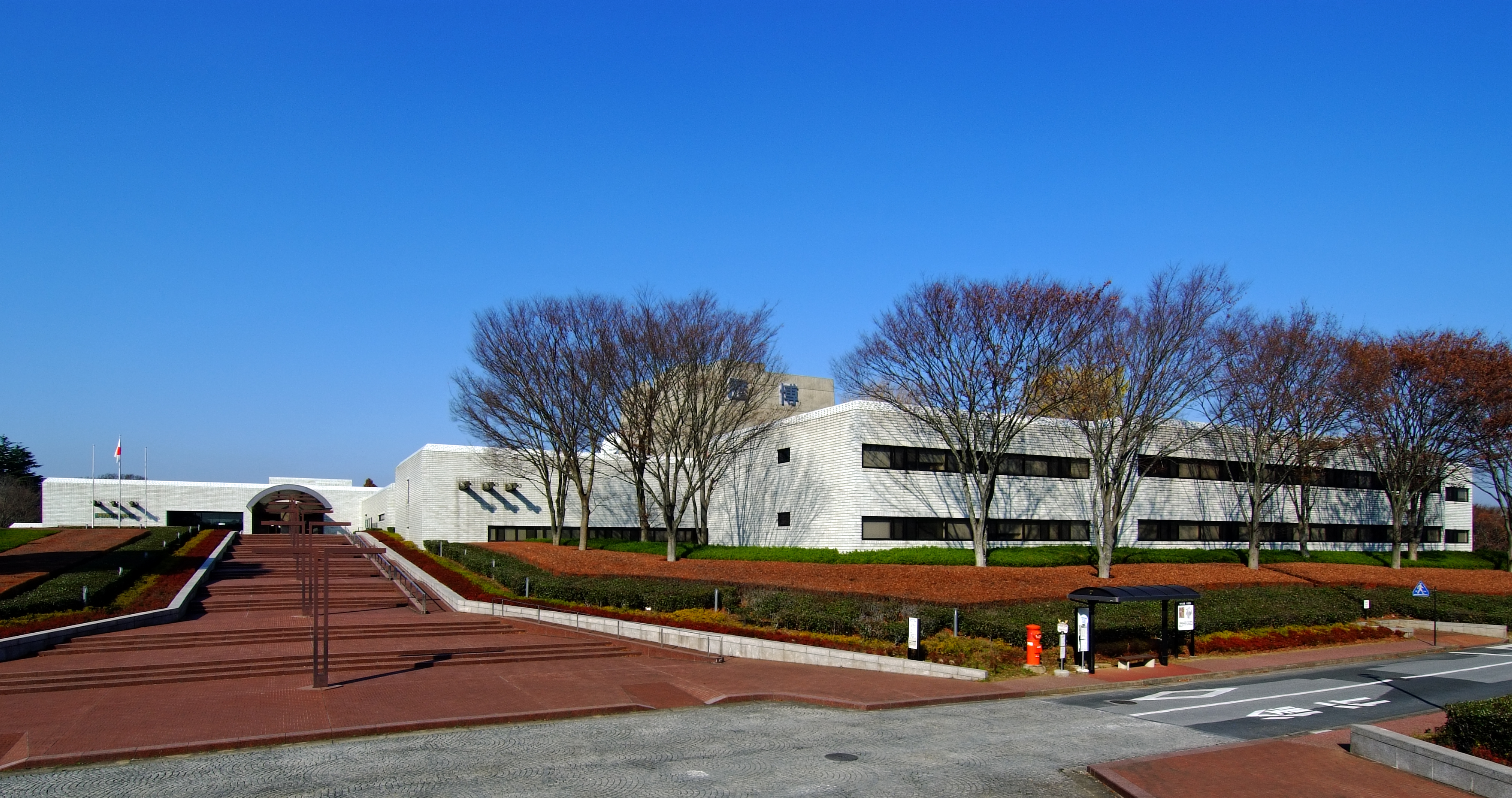
Das Museum

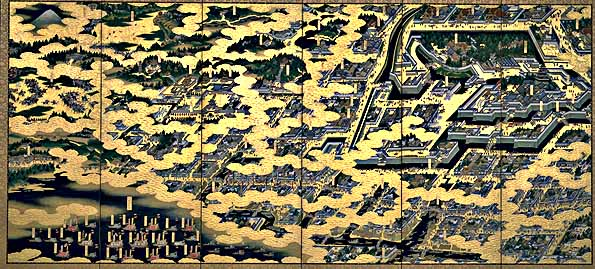
Die Stadt Edo, linker Stellschirm eines Paares (17. Jh.)

Das Nationalmuseum der japanischen Geschichte (japanisch 国立歴史民俗博物館, Kokuritsu Rekishi Minzoku Hakubutsukan) wurde im April 1981 gegründet und 1983 eröffnet. Seine Aufgabe ist es, die interdisziplinäre Forschung zur japanischen Geschichte in Verbindung mit den Universitäten zu fördern. Das Museum ist Bestandteil der Inter-University Research Institute Corporation. Das Museum besitzt eine eigene Sammlung, die die Grundlage für die permanente Ausstellung ist. Es befindet sich in der Stadt Sakura (Präfektur Chiba), die übliche Kurzform des Museums ist Rekihaku (歴博).

## Das Museum
Im Zuge der Dezentralisierung nationaler Einrichtungen wurde das Museum nicht in einem der Ballungszentren wie Tokio, Ōsaka oder Kyōto errichtet, sondern in einer kleineren Stadt, die über ein geeignetes Areal verfügte. Das Museum befindet sich auf einer Anhöhe, die vormals von der Burg Sakura eingenommen worden war, auf der zuletzt der Hotta-Klan residierte. Die Befestigungen waren vollständig abgetragen, Reste der Gräben sind noch sichtbar.

## Die Sammlung
- Galerie 1 zeigt den Beginn der japanischen Zivilisation, die Reiskultur der Japaner, erläutert die Kofun (Großgräber in Schlüsselloch-Form) und den auf dem Ritsuryō-Kodex gegründeten japanischen Staat.
- Galerie 2 zeigt die Hofkultur, die Spaltung in eine Ost-(Kamakura)- und West-(Kyōto)-Kultur, den entstehenden Feudalismus und die religiös motivierten Aufstände (Ikkō-ikki), das Leben der einfachen Leute, die Seefahrt und die Geschichte des Druckes.
- Galerie 3 zeigt die dörfliche und die städtische Welt, Transport, die Entstehung und Weiterentwicklung von Techniken, auch westlicher Art, die Anfertigung von Dokumenten und Landkarten.
- Galerie 4 zeigt das verfeinerte städtische, das Leben auf dem Lande und in den Bergen, das Leben der Fischer, das Leben auf den subtropischen Inseln (Okinawa), das Leben nach dem Tode.
- Eine weitere Galerie ist Sonderausstellungen vorbehalten.